# 8128 (getal)
8128 (eenentachtighonderdachtentwintig of achtduizendhonderachtentwintig) is een natuurlijk getal dat volgt op 8127 en dat voor het getal 8129 komt.
8128 is een van de eerste perfecte getallen die als zodanig erkend werden.
Als een perfect getal is het verbonden met Mersennepriemgetal 127 (= 27 − 1), waarbij 26 · (27 − 1) gelijk is aan 8128.